# Puerto Marqués
| Parámetros climáticos promedio de Puerto del Marqués | Parámetros climáticos promedio de Puerto del Marqués | Parámetros climáticos promedio de Puerto del Marqués | Parámetros climáticos promedio de Puerto del Marqués | Parámetros climáticos promedio de Puerto del Marqués | Parámetros climáticos promedio de Puerto del Marqués | Parámetros climáticos promedio de Puerto del Marqués | Parámetros climáticos promedio de Puerto del Marqués | Parámetros climáticos promedio de Puerto del Marqués | Parámetros climáticos promedio de Puerto del Marqués | Parámetros climáticos promedio de Puerto del Marqués | Parámetros climáticos promedio de Puerto del Marqués | Parámetros climáticos promedio de Puerto del Marqués | Parámetros climáticos promedio de Puerto del Marqués |
| Mes                                                  | Ene.                                                 | Feb.                                                 | Mar.                                                 | Abr.                                                 | May.                                                 | Jun.                                                 | Jul.                                                 | Ago.                                                 | Sep.                                                 | Oct.                                                 | Nov.                                                 | Dic.                                                 | Anual                                                |
| ---------------------------------------------------- | ---------------------------------------------------- | ---------------------------------------------------- | ---------------------------------------------------- | ---------------------------------------------------- | ---------------------------------------------------- | ---------------------------------------------------- | ---------------------------------------------------- | ---------------------------------------------------- | ---------------------------------------------------- | ---------------------------------------------------- | ---------------------------------------------------- | ---------------------------------------------------- | ---------------------------------------------------- |
| Temp. máx. abs. (°C)                                 | 38                                                   | 40                                                   | 42                                                   | 45                                                   | 47                                                   | 44                                                   | 42                                                   | 39                                                   | 37                                                   | 38                                                   | 39                                                   | 44                                                   | 47                                                   |
| Temp. máx. media (°C)                                | 31                                                   | 33                                                   | 33                                                   | 34                                                   | 35                                                   | 34                                                   | 32                                                   | 30                                                   | 31                                                   | 30                                                   | 29                                                   | 30                                                   | 31.8                                                 |
| Temp. media (°C)                                     | 26                                                   | 28                                                   | 30                                                   | 30                                                   | 28                                                   | 26                                                   | 25                                                   | 27                                                   | 29                                                   | 29                                                   | 27                                                   | 25                                                   | 27.5                                                 |
| Temp. mín. media (°C)                                | 19                                                   | 21                                                   | 24                                                   | 23                                                   | 25                                                   | 24                                                   | 22                                                   | 25                                                   | 25                                                   | 22                                                   | 20                                                   | 17                                                   | 22.3                                                 |
| Temp. mín. abs. (°C)                                 | 6                                                    | 8                                                    | 11                                                   | 14                                                   | 17                                                   | 15                                                   | 18                                                   | 16                                                   | 13                                                   | 11                                                   | 9                                                    | 7                                                    | 6                                                    |
| Lluvias (mm)                                         | 12                                                   | 9                                                    | 4                                                    | 1                                                    | 49                                                   | 199                                                  | 258                                                  | 194                                                  | 330                                                  | 142                                                  | 53                                                   | 20                                                   | 1271                                                 |
| Días de lluvias (≥ 1 mm)                             | 5                                                    | 4                                                    | 2                                                    | 1                                                    | 8                                                    | 10                                                   | 14                                                   | 9                                                    | 18                                                   | 9                                                    | 7                                                    | 5                                                    | 92                                                   |
| Horas de sol                                         | 211                                                  | 218                                                  | 223                                                  | 235                                                  | 200                                                  | 178                                                  | 160                                                  | 170                                                  | 147                                                  | 189                                                  | 210                                                  | 219                                                  | 2360                                                 |
| Humedad relativa (%)                                 | 69                                                   | 67                                                   | 64                                                   | 59                                                   | 73                                                   | 75                                                   | 80                                                   | 78                                                   | 86                                                   | 77                                                   | 70                                                   | 64                                                   | 71.8                                                 |
| [cita requerida]                                     |                                                      |                                                      |                                                      |                                                      |                                                      |                                                      |                                                      |                                                      |                                                      |                                                      |                                                      |                                                      |                                                      |

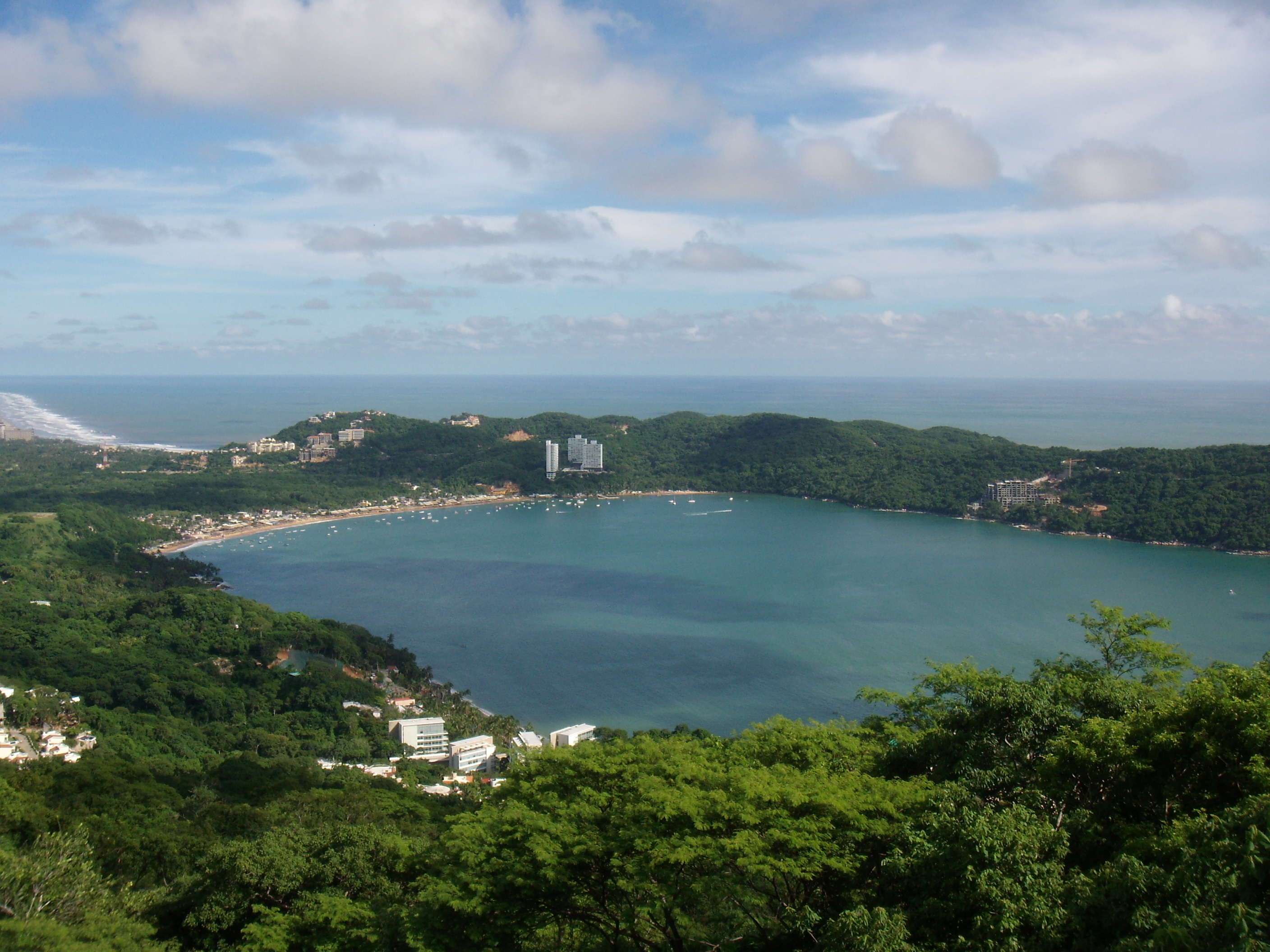
La bahía de Puerto Marqués vista desde la carretera Escénica.

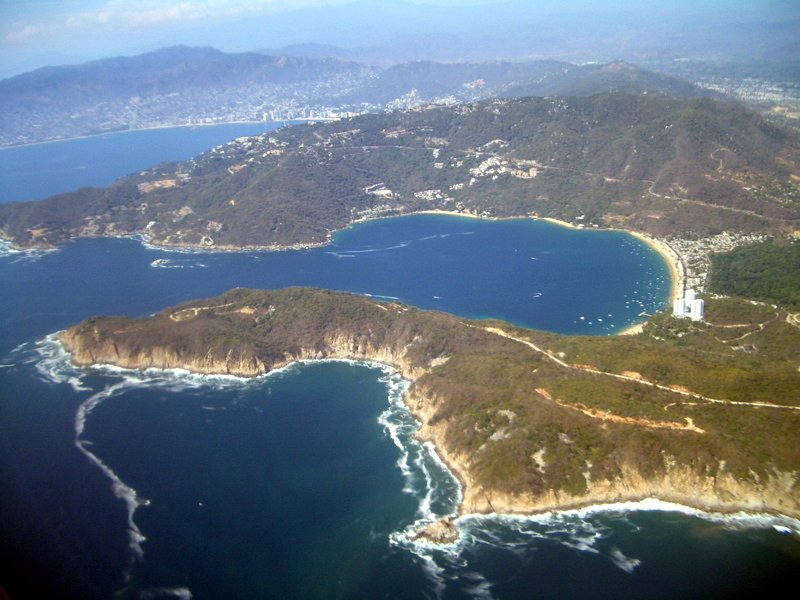
La penúnsula de El Diamante en primer plano, brazo de la bahía de Puerto Marqués. Al fondo, la bahía de Acapulco.

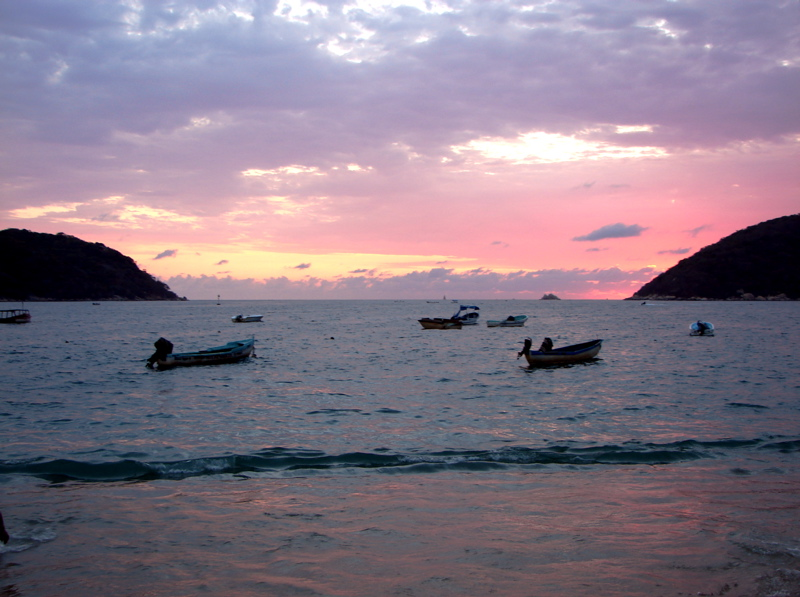
Playa principal de Puerto Marqués.

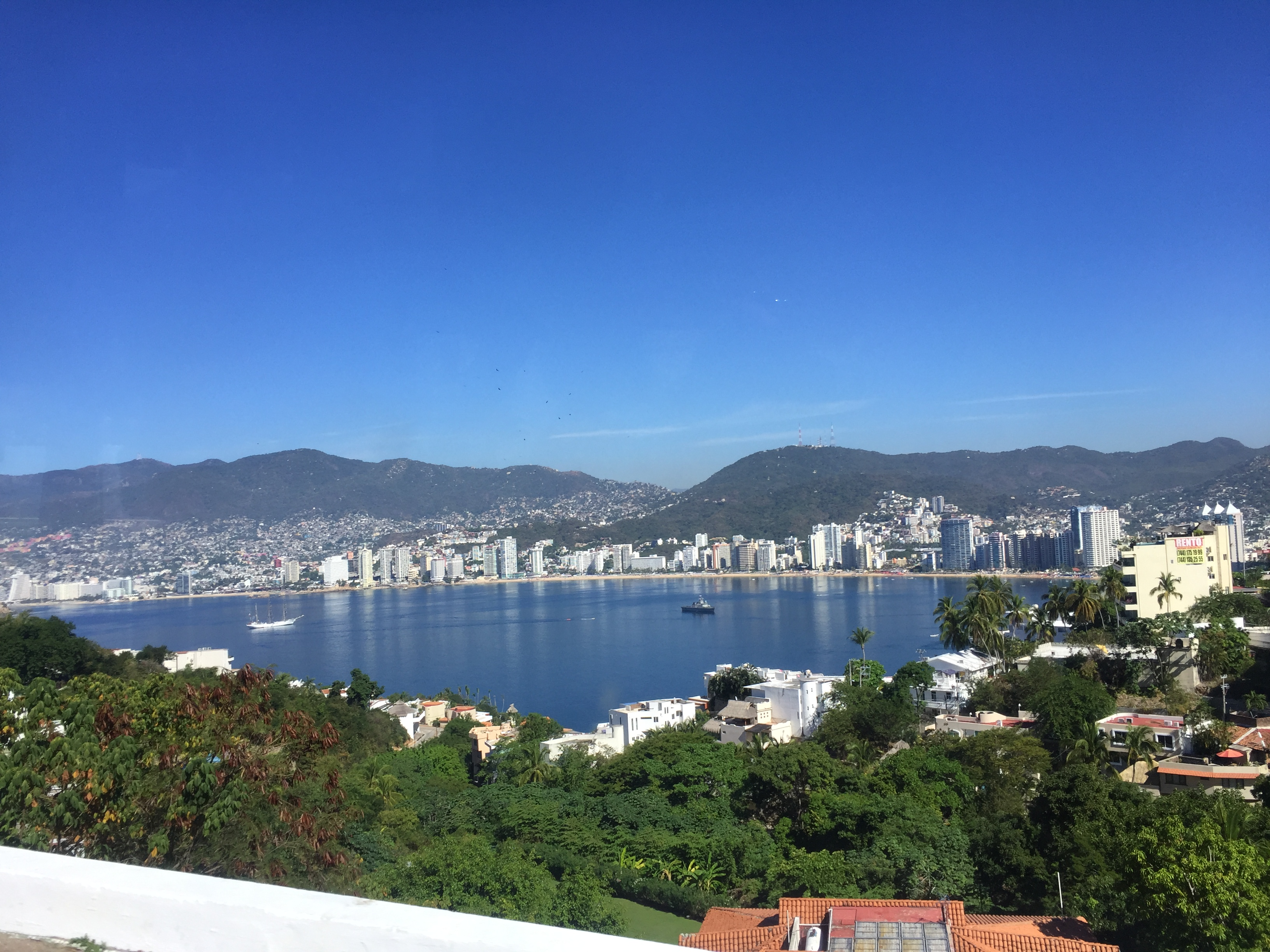
Vista de Puerto Marqués en Acapulco

Puerto del Marqués, o Puerto Marqués, forma parte del área conurbada del puerto de Acapulco, en Guerrero, México. Se ubica al sureste de la ciudad siendo su principal vía de comunicación la carretera Escénica. Su bahía, playas, así como desarrollos turísticos alrededor de la zona, han convertido al lugar en un gran atractivo en el puerto para el turismo nacional e internacional. Entre las playas principales que se encuentran en la bahía están la de Puerto Marqués, Majahua y Pichilingue.
La bahía de Puerto Marqués se localiza al sureste de la bahía de Acapulco, de la cual está unida a través del cerro El Guitarrón con su punta La Bruja, la otra punta que forma la semicircunferencia es El Diamante, hacia el sur. Puerto Marqués forma parte del área turística conocida como Acapulco Diamante. El Instituto Nacional de Ecología registra a la bahía de Puerto Marqués dentro de la Región Marina Prioritaria Coyuca - Tres Palos, misma que considera prioritaria por su alta biodiversidad. Dicha región comprende una extensión de 829 km con costas, marismas, humedales, dunas, playas y lagunas.

## Historia
La zona de Puerto Marqués reviste importancia científica e histórica, recientemente se encontraron evidencias de las cerámicas más antiguas de Mesoamérica denominada Pox Pottery (cerámica Pox), la cual data de aproximadamente del 2400 a. C. Esos descubrimientos de vida sedentaria hace 3500 años han hecho famoso a Puerto Marqués en el mundo. Se han implementado una serie de investigaciones por diversas instituciones. En 2004, investigadores del Instituto Nacional de Antropología e Historia concluyeron que en Puerto Marqués hay tres importantes sitios con vestigios arqueológicos.
Antiguamente, se le conocía al sitio solamente como El Marqués. Entre los años de 1907 y 1909, hacia el sur de la bahía en Playa Majahua, se instalaron los muelles de La Dicha Mining and Smelting Co. e iniciaron la construcción de un ferrocarril que solo se concretó en cinco kilómetros de vía, de Playa Majahua a la población de Llano Largo. Al estallar la Primera Guerra Mundial, arribaron barcos a la bahía y desmantelaron los muelles construidos, así como las vías férreas para llevárselas y convertirlas en utilidades para dicho conflicto bélico.
Hasta 1980, Puerto Marqués era considerada como localidad del municipio de Acapulco contando hasta entonces con 3335 habitantes. Es en dicho año que pasa a integrarse a la zona conurbada de la ciudad de Acapulco.
En 2011 inició la construcción de un proyecto llamado Marina Majahua, que ha desatado un significativo conflicto social en el que ciudadanos y diversas organizaciones protestan contra la privatización de la playa y la afectación al ecosistema costero. La construcción de dicha marina ha modificado el paisaje de toda la bahía y ha afectado de manera muy importante la playa de Puerto Marqués, que se han erosionado haciendo que el mar avance de manera importante, afectando hasta colapsar construcciones aledañas y reduciendo la playa. Estudios del Instituto de Ingeniería (UNAM) y del Programa Universitario del Medio Ambiente de la UNAM, confirman que la construcción de la Marina Majahua ha afectado el medio ambiente y provocado directamente la erosión costera, pues obstruye la corriente que distribuía arena a esta porción de la bahía. Esta construcción por su ubicación y tamaño ha modificado la condición de estabilidad dinámica que ha detonado una importante pérdida de playa.